# Nevus poroqueratòsic del ducte eccrí
El nevus poroqueratòsic del ducte eccrí és una malaltia cutània rara que afecta la queratinització de la pell. És una malaltia benigna que va ser descrita el 1979 per Marsden et al, però fou el 1980 que Abel i Read qui li van donar aquest nom. El nevus poroqueratòsic del ducte eccrí i el nevus del fol·licle pilós és una entitat molt similar. Es tracta d'una lesió tumoral que es presenta com a pàpules o plaques hiperqueratòsiques localitzades a la zona distal de les extremitats. Les lesions són lineals i segueixen les línies de Blaschko. Segueix un patró d'herència paradominant. Típicament apareix al naixement o durant els primers anys de vida. La seva histologia presenta una columna hiperqueratòsica i paraqueratòsica sense capa granulosa travessada per un acrosiringi. La tinció inmunohistoquímica amb antigen carcinoembrionari (CEA) marca positivitat a la paret del ducte. S'han usat diversos tractaments com queratolítics, l'exèresi quirúrgica o el làser de diòxid de carboni però tots ells amb escàs èxit.